# Костел Святої Анни (Сусідовичі)
Костел Святої Анни — культова споруда, яку збудували при монастирі кармелітів у селі Сусідовичі (нині Старосамбірського району Львівської області). Біля костелу збереглись келії монастиря кармелітів та залишки фортифікацій. Костел занесений до Реєстру пам'яток України національного значення за охоронним номером 1436/1 (ID 46-251-0029). Прилеглий монастир кармелітів занесений до Реєстру пам'яток України національного значення за охоронним номером 1436/0 (ID 46-251-0028), монастирські келії занесені до Реєстру пам'яток України національного значення за охоронним номером 1436/2 (ID 46-251-0030).

## Історія

### Парафіяльний костел святого Миколая
Римо-католицьку парафію в Сусідовичах заклали у XV ст., а першим відомим пробощем був Павло (1481-1502). Вона належала незалежно до підпорядкування монастиреві до деканату самбірського, ненадовго до новоутвореного і ліквідованого новоміського (1746-1785). Збереглось обмаль документів про перші десятиліття існування парафії, парафіяльного костелу св. Миколая. 27 жовтня 1600 згідно заповіту каштеляна львівського Станіслава Гербурта його син Еразм Гербурт надав фундацію на будівництво нового костелу св. Миколая, спаленого татарами вже 1624 року на свято Божого Тіла. Його відбудували того ж року з дерева. Канонік з Перемишля Войцех Влодек з дозволу єпископа перемишльського Станіслава Сарновського освятив парафіяльний костел 5 березня 1671 року. У візитації єпископа 1721 року згадано алебастровий головний вівтар, перенесений з костелу св. Ганни кармелітів. Згадки про костел св. Миколая фігурували ще у документах 1730-х років. Після цього він, напевно, був покинутий чи розібраний.
За фундаціями Гербуртів парафія була підпорядкована 1608 року монастиреві кармелітів (1618 підтверджено), а згодом це повторили з парафією Фельштина. Це рішення 1660 підтвердив єпископ Сарновський, а у бреве Інокентія XI від 12 листопада 1683 підтверджувалось право кармелітів на управління парафією, що реалізував 13 січня 1687 сублегат, генеральний аудитор Якуб Марія аб Унда. Перемишльський єпископ Ян Дембський ще 23 грудня 1685 надав акт про прилучення парафії. Зрештою 21 квітня 1687 преора монастиря урочисто впровадили як пробощa парафії Сусідовичів. До парафії з 1780-х років належало 7 селищ. У візитаціях 1646, 1721 року згадувалась парафіяльна школа. У парафії діяли братства Матері Божої Святого Скапулярію (до 1669), а 1725 заклали братство св. Анни.

### Костел святої Анни, монастир

Західне крило монастиря. Ззаду видніється головний фасад

За легендою, 1585 року селяни під час обробітку землі на Ласкавій горі виорали із землі барельєф Св. Анни Самотретьої, передавши його до парафіялього костелу. Оскільки барельєф декілька разів покидав костел і повертався на місце знахідки, то там заклали каплицю, згодом мурований костел св. Анни, збудований 1589 Еразмом Гербуртом. Його консекрував 15 листопада 1591 львівський архієпископ Ян Димітр Соліковський. Ян Щасний Гербурт у 1603 році від імені розумово неповноцінного Еразма Войцеха (син Еразм Гербурта) надав фундацію з біля половини Сусідовичів на закладення при костелі монастиря кармелітів босих, що затвердив 23 липня 1603 перемишльський єпископ Мацей Пстроконський. Пріор Бартоломей Пшеворський збудував у 1603 році з дерева монастир з 12 келіями, рефектарем. Ті ж Гербурти 1609 передали костел кармелітам, чий монастир належав до польської провінції ордену, а з 1688 до руської провінції Св. Йосифа. Вони ж 1612 зобов'язались вимурувати монастир, що не було реалізовано. Зате через рік монастир обвели цегляним оборонним муром з чотирма бастіонами і ровом. Пріор о. Домінік Ясенєцький біля 1626 посилив фортифікації земляним валом, а пріор о. Домінік Альбіновський розбудував, посиливши мурованою брамою.

Неіснуюче сьогодні північне крило монастиря

На основі бреве Климента VIII від 27 січня 1605 було формально закладено монастир 11 березня 1608, а 2 жовтня 1609 формально передали кармелітам костел св. Ганни Еразм Войцех Гербурт і його опікун Ян Щасний Гербурт, після смерті якого 1616 нові опікуни Микола Данилович (?—1624), його онука Ізабела з чоловіком Євстахієм Тишкевичем надавали подальші фундації, зокрема підпорядкували монастиреві парафії Фельштина, Сусідович.
Пріор о. Домінік Альбіновський провів 1649 велику реконструкцію дерев'яного монастиря, збудувавши двоповерховий корпус зі шпиталем, каплицею Матері Божої Святого Скапулярію. Друга каплиця Св. Йосифа була добудована до 1710 року. До цього на початку XVIII ст. пріор о. Спіридон Шнель ініціював будівництво з дерева нової будівлі монастиря, яку вже 1725 заново збудував пріор о. Францішек Вольський. Через декілька років підстолій литовський, староста, жидачівський Францішек Боржецький надав фундацію (потім був похований у монастирі), завдяки якій біля 1742 пріор о. Маріуш Рибчинський нарешті вимурував монастирські келії. Подальші зміни в житті монастиря відомі лише з XIX ст. Великий ремонт костелу виконали 1827, оновивши фасад, розписи, встановивши новий дах. Та 16 грудня 1828 пожежа пошкодила склепіння, три вівтарі, орган костелу та значно більше прилеглий монастир. Відбудова кляштору, костелу тривала до 1834.
У костелі до пожежі було 7 вівтарів, як і у 1842-1876, після пожежі до 1840 та після 1877 вісім. У головному вівтарі зберігався чудотворний барельєф.
У Першу світову війну костел втратив лише реквізовані дзвони. Кляштор 1934 визнали пам'яткою, а після першої окупації СРСР до жовтня 1940 прогнали ченців, відкривши у будівлях військову школу старшин. Ченці повернулись у липні 1941. Під час боїв 1944 монастирські мури отримували певні пошкодження. Чи не найбільшою втратою стало знищення пам'ятного знаку нападу татар 1615. На початку липня 1946 ченці покинули Сусідовичі, забравши з собою літургійні речі, архіви, які зрештою потрапили до монастиря кармелітів у Кракові. До 1958 у монастирі розміщувались правління колгоспу, згодом склади мінеральних добрив, а костел стояв порожнім. До кінця 1980-х років будівлі втратили дахи, мури через замокання були значно пошкоджені.
Віруючим повернули 1989 будівлі, ремонт яких тривав до 1995. У серпні 2011 кармеліти повернулись до монастиря Сусідович. Вогонь пошкодив 2010 дах костелу.

## Костел, монастир

Амвон костелу. Ззаду видніється бічна каплиця Матері Божої Святого Скапулярію

Костел св. Ганни складається з двопряслової нави та однопряслового пресбітерія з тригранною апсидою. З двох сторін нави дві високі арки ведуть до бічних каплиць. З північної сторони нави прибудована рівна по довжині і дещо вужча каплиця Матері Божої Святого Скапулярію. Вона рівна по висоті наві і покрита двосхилим дахом. Її північний фасад має два вікна і його завершено трикутним фронтоном. З південної сторони нави прибудовано рівновисоку та рівна по довжині вузьку каплицю св. Йосифа. У її південній стіні облаштовано два вікна, а покриття складається з односхилого даху, що є продовженням даху нави. Зовні мури пресвітерія, апсиди, каплиці Св. Йосифа посилено ступінчастими контрфорсами. Костел був розписаний у XVII ст., 2-ій половині XVIII ст. Ці розписи замалював 1863 художник Михайло Лозинський, а його твори замалювали у 1990-х роках. Склепіння прикрашає розпис «Надання статутів ченцям кармелітам». У значній мірі оздоблені розписами орнаментальними, картушами, фігурною композицією стіни каплиці Матері Божої Святого Скапулярію.
Головний вівтар реконструювали у 1990-92 роках. У ньому встановили 26 липня 2012 копію чудотворного барельєфу св. Анни, яку освятив архієпископ Мечислав Мокшицький. Крім нього, встановлено також вівтарі Івана Хрестителя, Ісуса Розіп'ятого, Матері Божої Святого Скапулярію, св. Йосифа, Преображення Господнього.

Нава і вівтар св. Йосифа. 1923

Перед фасадом костелу було збудовано двоповерхове крило монастиря під односхилим дахом. Його перший ярус виконує функцію притвору костелу. По осі костелу облаштовано немов фіктивний триярусний фасад костелу, розчленований карнизами. Його нижній ярус формує власне крило монастиря. Центральне поле з прорізами дверей, вікон обрамлено розміщеними під кутом тосканськими пілястрами. На рівні другого і третього ярусів зовні розміщено аттики з обелісками по краях. Центральне поле третього ярусу отримало напівкругле завершення. Бічні крила монастиря асиметричні. З півдня дещо виступає з двох сторін невелике крило. Північне крило простягається вздовж усього костелу і виходить далеко вперед з двоярусною вежею посеред виступаючої частини.
У 1990-х роках при реконструкції більша частина північного крила не була відновлена, а рештки розібрані. У решті будівель провели значні перепланування з перемуруванням склепінь. Декілька фігур з вівтарів покинутого костелу перевезли до Львівської Галереї мистецтв. На думку фахівців, вони близькі до творів Пінзеля, Антона Осинського.